# Margherita Sambiria
Margherita Sambiria (Pomerania, 1230 – Rostock, 1º dicembre 1282) fu regina consorte di Danimarca dal 1252 al 1259 in quanto moglie di re Cristoforo I, e in seguito regina reggente per il figlio Eric V, prima donna a detenere una posizione di potere effettivo in Danimarca.

## Biografia
Era figlia del duca di Pomerania Sambor II e della moglie Matilde di Meclemburgo, che gli misero il nome di Sambiria. Nel 1248 il padre siglò un'alleanza col re di Danimarca Eric IV, e in ottemperanza agli accordi Sambiria sposò il principe Cristoforo, venendo ribattezzata Margherita.
Alla morte di Abele di Danimarca nel 1252 Sambiria e il marito ascesero al trono. Rimase regina consorte fino alla morte improvvisa del marito nel 1259; l'evento fece piombare la Danimarca nel caos: la lotta per le investiture era infatti ancora in corso nel paese, con l'arcivescovo di Lund Jakob Erlandsen nelle segrete reali, mentre il nipote di Cristoforo, Eric Abelsen, figlio di re Abele, intendeva reclamare il trono e aveva reclutato un esercito nell'Holstein. In questo clima di confusione Margherita venne nominata regina reggente per il figlio minorenne Eric V, prima donna a ricoprire tale ruolo.
Margherita cercò di agire con polso fermo, riappacificandosi con la Chiesa e rilasciando l'arcivescovo di Lund, chiedendo in cambio la scomunica di Eric Abelsen e la canonizzazione di Eric IV di Danimarca, il suo defunto cognato assassinato da re Abele. La resistenza nell'Holstein si protrasse tuttavia per molti anni, finché si arrivò nel 1261 alla battaglia di Lohede, dove i danesi furono duramente sconfitti e Margherita e suo figlio fatti prigionieri. Alla fine la guerra si concluse con un compromesso grazie alla mediazione di Alberto I di Brunswick-Lüneburg, che ottenne numerosi privilegi in Danimarca divenendo egli stesso reggente; nel 1263 Eric Abelsen rinunciò alla pretesa al trono in cambio di numerose terre e feudi, rilasciando così la regina e il re bambino.
Margherita non riottenne più lo stesso potere avuto in precedenza, e fino alla maggiore età di Eric si ritrovò in disparte rispetto al resto della corte danese. Si trasferì in seguito a Nyborg, da dove gestiva i numerosi feudi donatigli dal figlio, tra i quali l'Estonia. Morì nel 1282.

## Discendenza
Margherita e Cristoforo ebbero cinque figli:
- Eric (1249-1286), re di Danimarca;
- Valdemaro (1250 circa-1259);
- Niels (?-?), morto giovane;
- Matilda (?-1300), sposò Alberto III di Brandeburgo;
- Margherita (?-1306), sposò Giovanni II di Holstein-Kiel.